# 宜蘭鐵路高架化計畫
宜蘭縣政府最早於1993年提出宜蘭地區鐵路立體化（郊區化）可行性研究暨規畫，預期規畫將宜蘭縣境內，台鐵宜蘭線的頭城至冬山間的鐵路車站全數高架化，藉此縫合因鐵道分割的都市，以促進城鄉發展及開發，經過多年的可行性研究與環境評估報告會議，調整方向為分時分段進行，修正的內容委由交通部鐵道局細項規畫，於2019年提出的宜蘭至羅東鐵路高架化計畫，總長約16.1公里路線成為首要考量，將宜蘭至羅東間原先的4座車站：宜蘭、二結、中里、羅東改建為高架車站，以及於宜蘭站南端新增縣政中心車站1站，環境評估報告在此架構下持續調整修改，在2024年6月12日通過，規畫路線修改為約15.845公里，預計2034年完工，宜蘭縣政府將要解決配合款問題。

## 路線及前置概要
宜蘭線是指台灣鐵路管理局（現為台灣鐵路公司）八堵至蘇澳間的營運路線，八堵至貢寮段的路線是山區，轉入大里至礁溪段後進入蘭陽平原變得平緩，1934年落成的舊蘭陽大橋是座鐵公路共構橋樑，為台9線上的重要連接點，往年颱風季時是必須監測地，有3次因蘭陽溪溪水暴漲而需關閉橋樑的紀錄。經多次改建，1971年改建工程鐵路新橋落成啟用後，舊蘭陽大橋隨即停用，於2006年獲得文資身分，為宜蘭縣政府指定歷史建築，目前經此的相關改建工程都需考量此一條件。
1993年，因西部鐵路持續進行高架或地下化的立體化工程，宜蘭縣政府同時開始積極規劃，考量宜蘭地形緣故，目標為境內鐵路車站全線高架化，藉此也能縫合因鐵道分隔的都市發展計畫。
在2003年，配合冬山河森林公園興建及改善當地交通，行政院經濟建設委員會（今中華民國國家發展委員會）審議「東部鐵路後續改善計畫（冬山車站提高改建工程）」，先將台鐵宜蘭線冬山站高架化並消除3處平交道，於2009年3月完工。2008年8月提出宜蘭鐵路高架化可行性研究報告。2012年宜蘭縣政府提出鐵路立體化建設及周邊土地開發計畫申請與審查作業要點修正調整。2015年9月宜蘭縣政府表示改採全線原線高架不東移。經過行政院公共工程委員會召開「中央與地方建設協調會報」協調，2018年此鐵路立體化建設及周邊土地開發計畫申請與審查作業要點再次修正微調送件至行政院，研商鐵路高架案以「宜蘭、羅東段」鐵路高架為優先推動。

## 審查會議概要

### 2019年
3月11日，宜蘭縣政府與行政院公共工程委員會再度召開的協調會議內達成共識，縣政府將僅需評估新增車站（縣政中心車站）理由、土地取得、經濟效益以及自償率等5項要件，委員會在收到此報告，於3個月內完成評估補助所需費用報告，提送工程會再送交通部審議。
數度被退回的評估案，在11月6日中華民國交通部召開審查會中，有條件通過宜蘭鐵路高架化宜蘭羅東優先段可行性評估，此案原則可行，會中要求對於全案中都市開發計畫不完整，以及縣政中心站沒有規劃設計的部分，提出疑慮要求補進，審查會要求宜蘭縣政府需要與臺鐵達成共識，完成補充後再送由行政院進行綜合規劃。優先段的宜蘭至羅東段，全長約16.1公里（含已高架3.7公里），計畫消除9座平交道，4座陸橋，將以全線原地高架方式進行。

### 2020年
經過多次會議以及計畫書修正，宜蘭縣政府在3月18日表示正式取得臺鐵同意函，函中「原則同意」，要求配合臺灣未來高快速鐵路網建置，建議將宜蘭車站改為4島8股配置、羅東車站改為3島6股配置，將烏石港基地調整至四城等工程內容修正。5月19日，經過行政院公共工程委員會再協調，宜蘭段至羅東段鐵路立體化之評估報告審查通過，並續送行政院核定。
10月19日，時任行政院院長蘇貞昌赴宜蘭視察宜蘭鐵路立體化計畫，宣布政院同意並核定本可行性計畫，並請交通部就施工經費方面盡量降低地方政府負擔。10月26日行政院正式核定修正的「宜蘭鐵路立體化計畫暨周邊土地開發計畫可行性研究」，後續將由交通部鐵道局進行綜合規劃。對於標示地方負擔新臺幣54.39億元的部分，縣長林姿妙表示會繼續爭取由中央全額支應。

### 2021年
1月7日，宜蘭縣政府公告招標宜蘭縣鐵路高架化車站暨高鐵場站周邊交通整合規劃，於2月20日決標。
1月29日，時任交通部部長林佳龍與鐵道局共同召開高鐵延伸宜蘭計畫簡報會議，會內討論臺鐵宜蘭車站往南略移之可行性。
交通部鐵道局於8月4日公告，宜蘭至羅東鐵路高架化計畫的委託綜合規劃技術服務及配合工作，由中興工程顧問公司決標。交通部於10月21日，在立法院第10屆第4會期交通委員會第 5次全體委員會議提出報告，分析高鐵與臺鐵車站共構後可兼顧臺鐵運轉調度及土地開發效益。

### 2022年
1月27日，時任宜蘭縣長林姿妙出席高鐵延伸宜蘭計畫可行性研究暨綜合規劃審查會會議時，證實交通部核定高鐵宜蘭站站址，於縣政中心車站南方約350公尺，此次通過的為交通部提出，共識最高的第5修正折衷案。
綜合規劃進度方面，中興顧問於1月14日提送綜合規劃作業期中報告初稿，7月14日提送期末報告書初稿。9月7日由鐵道局代為辦理，借宜蘭縣農會活動中心場地，公開說明最新環境影響評估報告。11月4日環評說明書期末報告提送，鐵道局於12月8日審查同意備查。

### 2023年
3月1日立法院交通委員會邀集交通部召開會議，到宜蘭考察10項相關工程，其中提到高鐵延伸宜蘭計畫、鐵路高架等項目希望能於2026年前動工。
5月5日，行政院公共工程委員會至交通部，了解關於花東地區鐵路雙軌電氣化計畫推動情形，另請鐵道局提出宜蘭至羅東鐵路高架化計畫簡報。5月16日，宜蘭縣議會安排鐵路高架專題報告，議會要求縣府向中央持續爭取頭城及礁溪段高架化。7月28日交通部鐵道局召開了綜合規劃待確認議題研商會議，將會議研議結論納入綜合規劃期末報告修正中。
10月11日，立法院交通委員會與交通部再次到宜蘭考察重大建設，說明鐵路高架化案9月提報環評說明書供交通部審查，待審查通過後，預計2024年辦理設計施工。11月23日環境部召開初審會議。

### 2024年
2月22日環境部召開宜蘭至羅東鐵路高架化計畫第二次初審會議，環委仍認為須加強地質敏感區及液化土層的施工方式，決議補正後5月31日前再審。2月29日交通部鐵道局召開宜蘭至羅東鐵路高架化計畫綜合規劃期末報告審查會議。
4月11日立法院交通委員會與交通部至宜蘭考察交通建設，宜蘭縣政府提出盼中央能提高鐵路高架補助款或全額補助，減輕財源避免壓縮縣府其他施政計畫，交通部回應會協助縣府爭取行政院專案協商，鐵道局則表示預計於2034年完工通車。4月26日環境部宜蘭至羅東鐵路高架化計畫第三次初審會議；同日，時任行政院院長陳建仁赴宜蘭視察此相關計畫時，則允諾中央盡量予以地方合作及協助施工經費，讓工程順利完成。6月12日環境部召開環境影響評估審查委員會第14次會議，修正第五案的宜蘭至羅東鐵路高架化計畫通過環境影響評估審查。

### 後續期程
2024年6月12日環境評估通過後，時任交通部長李孟諺表示，後續流程包含設計、土地取得等將可加快進行，鐵道局補充指出，預計下半年提報至行政院核定，目標爭取年底核定，如此2025年就能開始設計規畫，2026年有機會動工。

## 計畫概要
環境評估報告規畫參考：
- 計畫期程：施工期預計2026年至2034年。
- 計畫範圍：北起武暖路平交道以南約K67+950至冬山排水橋以北約K83+795，共約15.845公里（含4.23公里已高架路段）。
- 工程內容：

1. 宜蘭站內機（檢）、工、電等服務功能移至頭城、四城、蘇澳及蘇澳新站。
2. 宜蘭、二結、中里、羅東等4座改建為高架車站。
3. 新建縣政中心車站高架車站。
4. 上述車站依台鐵車站等級規畫如下：

- 一等站：位於溪北地區的宜蘭車站將改建為4島8股。
- 二等站：位於溪南地區的羅東車站將改建為3島6股，連接目前唯一鐵公路聯運的羅東轉運站。預計新建的縣政中心車站為2島4股，將與高鐵宜蘭站共構。
- 三等站：二結車站將改建為2島4股。
- 簡易站：中里車站將改建為1島2股，目前為招呼站，預計完工之後升格為簡易站。

- 計畫經費：約新臺幣491.03億元（中央補助款占386.78億元、地方配合款占104.25億元）[11]。

### 預計路線改善計畫
將消除9處平交道及4處路橋。
| 路名                      | 設施名稱           | 設施種類 | 鐵路現況 | 道路立交狀態 | 高架化處理後續               |
| ------------------------- | ------------------ | -------- | -------- | ------------ | ---------------------------- |
| 中山路五段450巷           | 新生路（一）平交道 | 平交道   | 平面     | 平面平交     | 平交道拆除，道路平面         |
| 台9線（環市東路三段）     | 辛仔罕橋           | 橋梁     | 平面     | 高架立交     | 橋梁拆除，道路平面           |
| 中山路五段222巷           | 新生路（二）平交道 | 平交道   | 平面     | 平面平交     | 平交道拆除，道路平面         |
| 縣道192甲線（大福路一段） | －                 | 涵洞     | 高架     | 半地下化立交 | 涵洞填平，道路平面           |
| 東港路二段                | 東港路平交道       | 平交道   | 平面     | 平面平交     | 平交道拆除，道路平面         |
| 台7線（東港路）           | 東港陸橋           | 橋梁     | 平面     | 高架立交     | 橋梁拆除，道路平面           |
| 校舍路                    | 校舍路平交道       | 平交道   | 平面     | 平面平交     | 平交道拆除，道路平面         |
| 女中路二段                | －                 | 涵洞     | 高架     | 半地下化立交 | 涵洞填平，道路平面           |
| 縣道190號（縣民大道二段） | －                 | －       | 高架     | 平面立交     | 維持現狀                     |
| 宜14線（黎明路）          | －                 | －       | 高架     | 平面立交     | 維持現狀                     |
| 和平路                    | －                 | －       | 高架     | 平面立交     | 配合高鐵特定區更改路線及路型 |
| 旋流路                    | －                 | －       | 高架     | 平面立交     | 配合高鐵特定區更改路線及路型 |
| 宜18線（壯二路）          | －                 | －       | 高架     | 平面立交     | 配合高鐵特定區更改路線及路型 |
| 台9線（環市東路一段）     | －                 | －       | 高架     | 平面立交     | 維持現狀                     |
| 宜16線（南津路）          | －                 | －       | 高架     | 平面立交     | 維持現狀                     |
| 宜22線（溪濱路三段）      | －                 | －       | 高架     | 平面立交     | 現鐵路橋拆除，另做高架鐵路   |
| 宜25線（五結中路三段）    | 五結中路平交道     | 平交道   | 平面     | 平面平交     | 平交道拆除，道路平面         |
| 文興路二段（二結聯絡道）  | －                 | 地下道   | 平面     | 地下立交     | 維持現狀                     |
| 宜24線（中興路三段）      | 中興路平交道       | 平交道   | 平面     | 平面平交     | 平交道拆除，道路平面         |
| 光榮北路                  | 光榮北路陸橋       | 橋梁     | 平面     | 高架立交     | 橋梁拆除，道路平面           |
| 縣道196號（倉前路）       | 大同地下道         | 地下道   | 平面     | 地下立交     | 地下道填平，道路平面         |
| 台7丙線（中山路二段）     | 中山路平交道       | 平交道   | 平面     | 平面平交     | 平交道拆除，道路平面         |
| 宜30-1線（南昌街）        | 羅莊路平交道       | 平交道   | 平面     | 平面平交     | 平交道拆除，道路平面         |
| 南昌東街                  | 南昌地下道         | 地下道   | 平面     | 地下立交     | 地下道填平，道路平面         |
| 光榮路                    | 光榮路陸橋         | 橋梁     | 平面     | 高架立交     | 橋梁拆除，道路平面           |
| 八仙路                    | 八仙地下道         | 地下道   | 平面     | 地下立交     | 地下道填平，道路平面         |
| 宜28線（珍珠一路）        | 珍珠一路平交道     | 平交道   | 平面     | 平面平交     | 平交道拆除，道路平面         |

### 車站
宜蘭車站原本規劃採用2島4股之配置，為配合「西部高鐵、東部快鐵」計畫，改採用4島8股配置，另中里車站原規劃為2島4股，考量車站等級以及與二結車站距離過近，改為1島2股。
| 車站名稱 （英文名稱）                | 車站等級 | 里程 宜蘭線 八堵起 | 站體型式 | 工程內容                                                   | 續接／交會路線及備註                                                                               | 所在地 | 所在地 |
| ------------------------------------ | -------- | ------------------ | -------- | ---------------------------------------------------------- | -------------------------------------------------------------------------------------------------- | ------ | ------ |
| 宜蘭至羅東鐵路高架化                 |          |                    |          |                                                            | |        |        |
| 高架化工程起點：K67+950              |          |                    |          |                                                            | |        |        |
| 宜蘭 （Yilan）                       | 一等     | 71.3km             | 高架     | 車站高架化 4島8股式月台，可提供列車待避                    | 預留快鐵擴充空間 站外可轉乘汽機車、市區公車、國道客運及計程車                                      | 宜蘭市 | 宜蘭縣 |
| 縣政中心 （Yilan County Government） | 二等     | －                 | 高架     | 新增車站 2島4股式月台，可提供列車待避 預計與高鐵宜蘭站共構 | 台灣高速鐵路：宜蘭 站外可轉乘汽機車、市區公車、及計程車 預計更名為新宜蘭車站                       | 宜蘭市 | 宜蘭縣 |
| 二結 （Erjie）                       | 三等     | 77.1km             | 高架     | 車站高架化 2島4股式月台，可提供列車待避                    | | 五結鄉 | 宜蘭縣 |
| 中里 （Zhongli）                     | 簡易     | 78.3km             | 高架     | 車站高架化 1島2股式月台，不提供列車待避                    | 太平山森林鐵路：中興文創園區 設置公車停靠站及計程車招呼站、停車場等                                | 五結鄉 | 宜蘭縣 |
| 羅東 （Luodong）                     | 二等     | 80.1km             | 高架     | 車站高架化 3島6股式月台，可提供列車待避                    | 太平山森林鐵路：羅東車站 鐵公路聯運轉乘站：羅東轉運站 站外可轉乘汽機車、市區公車、國道客運及計程車 | 羅東鎮 | 宜蘭縣 |
| 高架化工程終點：K83+795              |          |                    |          |                                                            | |        |        |

## 工程階段與進度
路線共分成四段，由北到南有頭城段（頭城－國五頭城交流道）、礁溪段（國五頭城交流道－四城）、宜蘭段（四城－二結，包括新建的縣政中心站）以及羅東段（二結－冬山河銜接冬山車站）。2019年3月11日宜蘭縣政府與行政院公共工程委員會達成共識，決議將會先行施作宜蘭及羅東段。
規劃進度：
| 路線\進度                                      | 可行性研究 | 可行性研究 | 可行性研究     | 可行性研究     | 可行性研究     | 綜合規劃 | 綜合規劃 | 綜合規劃       | 綜合規劃       | 綜合規劃       | 綜合規劃       | 設計        | 設計        | 招標  | 招標  | 執行  | 執行  | 執行     | 執行  | 預 計 完 工 | 備註 \| █ 已完成或核定 █ 進行中 █ 預定啟動 \| |
| 路線\進度                                      | 啟 動      | 送 審      | 交 通 部 核 定 | 國 發 會 核 定 | 行 政 院 核 定 | 啟 動    | 環 評    | 環 境 部 核 定 | 交 通 部 核 定 | 國 發 會 核 定 | 行 政 院 核 定 | 設 計 完 成 | 審 議 完 成 | 公 示 | 決 標 | 施 工 | 完 工 | 試 營 運 | 履 勘 | 預 計 完 工 | 備註 \| █ 已完成或核定 █ 進行中 █ 預定啟動 \| |
| ---------------------------------------------- | ---------- | ---------- | -------------- | -------------- | -------------- | -------- | -------- | -------------- | -------------- | -------------- | -------------- | ----------- | ----------- | ----- | ----- | ----- | ----- | -------- | ----- | ----------- | --------------------------------------------- |
| 宜蘭至羅東鐵路高架化計畫（四城車站－冬山車站） |            |            |                |                |                |          |          |                |                |                |                |             |             |       |       |       |       |          |       |             |                                               |
| █ 已完成或核定 █ 進行中 █ 預定啟動             |            |            |                |                |                |          |          |                |                |                |                |             |             |       |       |       |       |          |       |             |                                               |

## 後續計畫（頭城、礁溪段）
頭城及礁溪段與北宜直鐵合併辦理，宜蘭縣政府另外提出都市計畫報告書。

### 工程內容

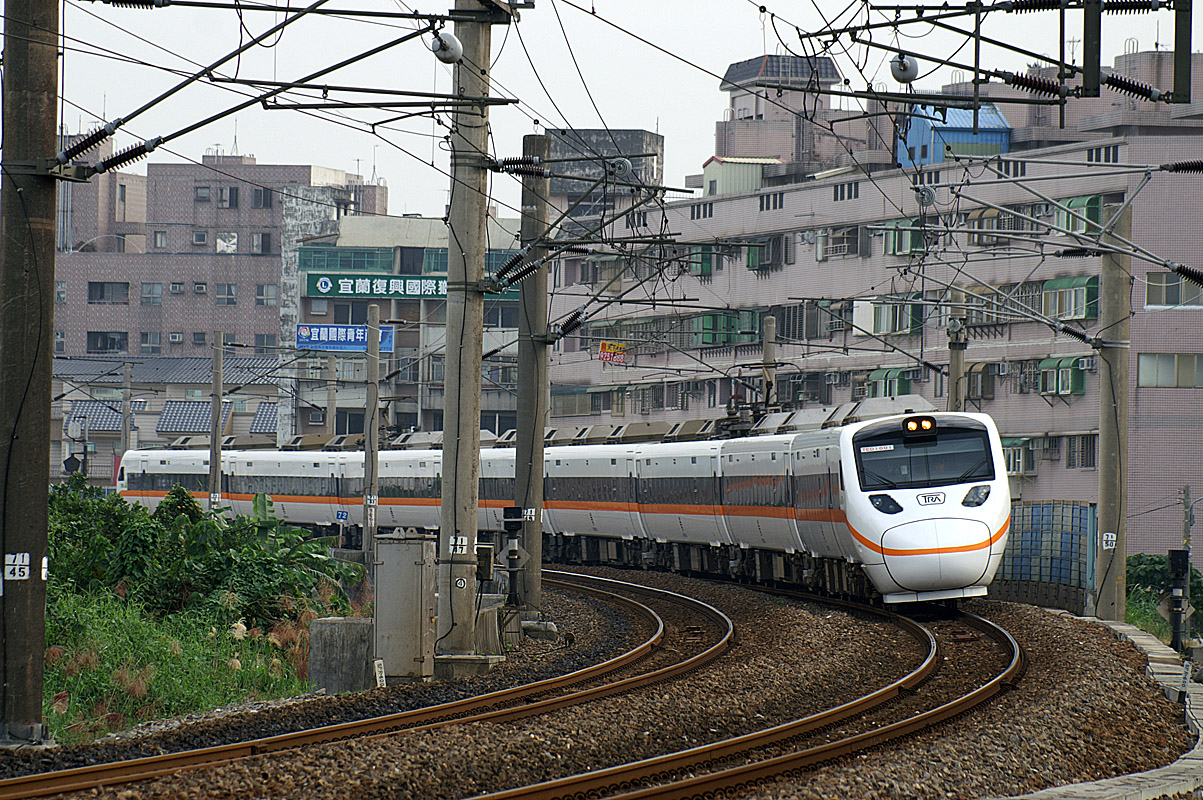
太魯閣號行駛於宜蘭車站南端彎道

前導作業已完成宜蘭車站南端曲率半徑調整。後續規劃縣政中心站橫渡線及道岔裝設以及預計增設蘇新車輛基地。
- 依據2016年計畫書內容之計畫期程：

- 計畫範圍：北起武營溪前約K54+800至四城車站以南約K67+950，共約13公里。
- 工程內容：

1. 改建頭城、頂埔、礁溪、四城等4座現有車站改建為高架車站。
2. 上述車站依現有規定分為下列4類車站：

- 二等站：頭城車站將改建為2島4股。
- 三等站：礁溪車站將改建為2島4股。
- 甲種簡易站：四城車站將改建為2島4股。
- 簡易站：頂埔車站將改建為2島4股，頂埔車站目前為招呼站，預計高架車站完工之後升格為簡易站，配合頭城（大洋地區）都市計畫預計南移310公尺。

### 車站
| 車站名稱 （英文名稱）      | 車站等級 | 里程 宜蘭線 八堵起 | 站體型式 | 工程內容                                  | 續接／交會路線及備註  | 所在地 | 所在地 |
| -------------------------- | -------- | ------------------ | -------- | ----------------------------------------- | --------------------- | ------ | ------ |
| 宜蘭鐵路高架化－頭城礁溪段 |          |                    |          |                                           |                       |        |        |
| 高架化工程起點：K54+800    |          |                    |          |                                           |                       |        |        |
| 頭城 （Toucheng）          | 二等     | 56.6km             | 高架     | 車站高架化 四股二島式月台，可提供列車待避 | 預計接續北宜新線      | 頭城鎮 | 宜蘭縣 |
| 頂埔 （Dingpu）            | 簡易     | 60.1km             | 高架     | 車站高架化 四股二島式月台，可提供列車待避 | 與原站址南移約310公尺 | 頭城鎮 | 宜蘭縣 |
| 礁溪 （Jiaoxi）            | 三等     | 62.9km             | 高架     | 車站高架化 四股二島式月台，可提供列車待避 | 原線高架化            | 礁溪鄉 | 宜蘭縣 |
| 四城 （Sicheng）           | 甲簡     | 67.6km             | 高架     | 車站高架化 四股二島式月台，可提供列車待避 |                       | 礁溪鄉 | 宜蘭縣 |
| 高架化工程終點：K67+950    |          |                    |          |                                           |                       |        |        |

## 反響
2015年，羅東車站因出現東移規畫，引起居民質疑關注。目前的羅東車站為跨站式車站，配合「羅東擴大都市計畫」及考量羅東車站周圍發展已趨於飽和，宜蘭縣政府曾規劃將該站東移約550公尺，涉及需大量徵收私人土地，引起居民多次陳情，另因徵收費用過高、效益可能不及等等，而後決定採以該站原地高架進行。
2019年11月，此案改為有條件通過補正，淡江大學運輸管理學系教授張勝雄接受訪問時表示，縣府提出此案幾乎沒什麼效益，張教授舉例如宜蘭車站旁的平交道，壅塞時間是可以隨著汰換列車及號誌優化改善，並不非要透過工程手段，另外地方認為平交道會拖累病患運送，但事實上若平交道問題嚴重影響，大型醫院自然不會考量於此地設院區。
2024年6月12日，有條件通過的宜蘭至羅東段鐵路高架化，因該開發路段路可能受工程影響的原生種喬木，胸徑大於10公分的計有492株，環評委員會要求開發單位，除了移補植外，每年需監測樹木生長狀態，若有死亡需隨時補植。

## 備註
1. ↑  2024年6月環評通過紀錄，另宜蘭縣政府公告為約16.1公里[3][4]。
2. ↑  2005年8月北宜直鐵（含礁溪車站東移段）初步綜合規劃項下評估之頭城至礁溪四城段部分計畫被重新提出[21]。
3. ↑  工期約9年。

## 外部參考
- 宜蘭縣國土計畫110年4月 （页面存档备份，存于）－宜蘭縣政府
- 新訂頭城(大洋地區)都市計畫委託計畫服務案
- 依據鐵路立體化建設及周邊土地開發申論－監察院
- 蘭陽軌跡 （页面存档备份，存于）－公共電視獨立特派員
- 台9線蘇花公路山區路段改善計畫－行政院農業委員會特有生物研究保育中心.2012年5月